# 邓景煌
鄧景煌（Deng Jinghuang，1985年1月24日—），出生於中國廣州，已退役香港足球運動員，司職左後衛，綽號「阿奶」。

## 球員生涯
鄧景煌出生於中國廣州，曾效力香雪制藥及廣州日之泉。2006年，鄧景煌加盟當時正在護級的香港甲組足球聯賽球隊南華。2008/09年度球季，鄧景煌開始被借往甲組新軍天水圍飛馬，並且成為球隊正選左後衛。2015年5月27日，太陽飛馬在亞協杯附加賽以2–3不敵YFC澳滌之後，鄧景煌宣布掛靴返回廣州從事運輸業務，道別時哭成淚人。

## 國際賽生涯
2009年9月，鄧景煌首次入選香港足球代表隊。2009年10月8日，鄧景煌作客0–6大敗予日本的世界盃外圍賽，以正選身份首次代表香港隊上陣。

## 個人生活
2010年3月28日於小西灣運動場舉行的甲組聯賽南華對天水圍飛馬賽後，鄧景煌趁拍拖三周年，於球場當眾向女朋友鍾小姐（洋名Sugar）求婚，獲得答允。

## 外部連結
- 香港足球總會網頁球員註冊資料 （页面存档备份，存于）
- 天水圍飛馬球隊官方網頁球員資料